# Isma’il ibn Bulbul
Abuʾl-Ṣaqr Ismāʿīl ibn Bulbul (arab. ‏أبو الصقر إسماعيل بن بلبل‎; ur. 844/845, zm. 891) – urzędnik kalifatu Abbasydów pełniący funkcję wezyra od 878 do 892 roku.

## Życiorys
Isma’il urodził się w 844 lub 845 roku. Miał pochodzenie perskie lub mezopotamskie. Stał na czele dywanu, a od 878 pełnił funkcję wezyra.
Isma’il ibn Bulbul miał sympatie szyickie i był zdecydowanym wrogiem syna Al-Muwaffaka, przyszłego kalifa Al-Mu’tadida, którego rosnącą władzę polityczną i militarną bezskutecznie próbował zneutralizować. W rezultacie, gdy Al-Muwaffak zmarł w czerwcu 891 roku i zastąpił go na stanowisku regenta Al-Mu’tadid, Isma’il został aresztowany i wkrótce potem zmarł.